# Yonathan Avishai

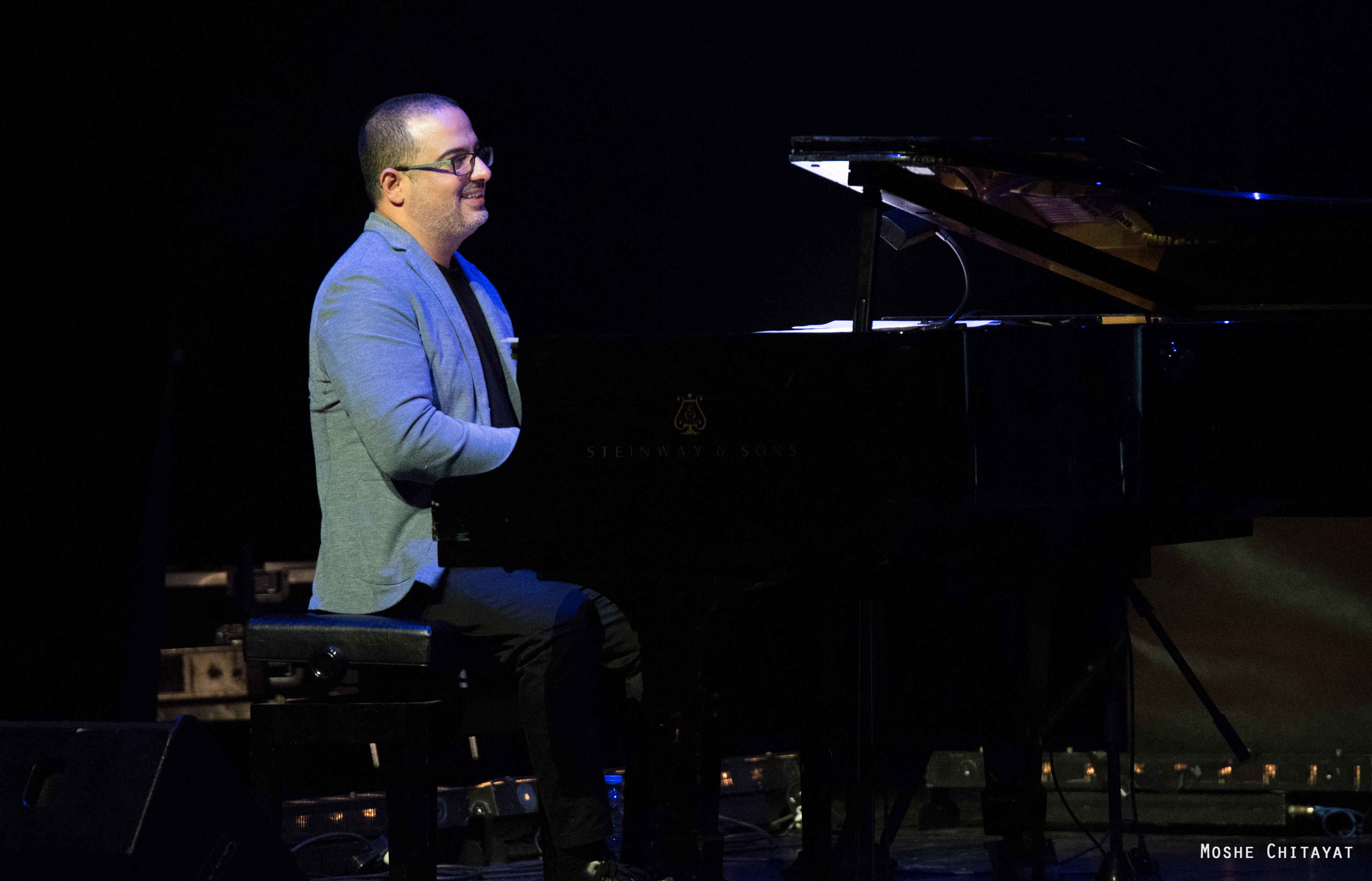
Yonathan Avishai, 2020

Yonathan Avishai (* 29. März 1977 in Tel Aviv) ist ein israelischer Jazzmusiker (Piano, Komposition). „Sein Sound und seine Spielweise sind auf eine eigene Art radikal. Er setzt dort Pausen, wo man sie nicht vermutet.“

## Leben und Wirken
Avishai wuchs in Israel und Japan auf. Er begann schon in jungen Jahren mit dem Klavierunterricht und entdeckte bald den Jazz. Bereits im Alter von 14 Jahren gründete er eigene Bands und trat in Clubs und auf Festivals seines Landes auf. Er begleitete oft amerikanische Musiker wie Walter Blanding Jr., Marcus Printup und Allan Harris in Israel und wurde Teil der Band von Arnie Lawrence.
Er war Mitglied von The Left Bank, einer Genossenschaft von Musikern, die sich zur Förderung der Originalmusik in Tel Aviv zusammengeschlossen hat. Dies führte zu seiner Auseinandersetzung mit den sozialen und lokalen Aspekten kultureller Entwicklung. Er nahm an der Organisation von Musikveranstaltungen in verschiedenen Einrichtungen der Stadt teil. Als Ergebnis dieser Aktivitäten kam er 2001 im Rahmen eines europäischen Austauschprogramms in ein soziokulturelles Zentrum bei Straßburg.
2002 zog Avishai in die Dordogne, wo er sich in der lokalen Kulturszene engagierte. Zugleich gründete er mit Omer Avital, Avishai Cohen und Daniel Freedman das Third World Love Quartet. Die Band nahm fünf Alben auf und trat weltweit auf. Außerdem studierte er Musiktherapie in Bordeaux, woraufhin er Workshops in Einrichtungen für Sonderschulen, Grundschulen und Musikschulen leitete. 2006 nahm Avishai mit Soledad (Fresh Sound Records) ein Album mit dem Perkussionisten Bachir Mouhali auf.
Seit 2008 erkundete Avishai in Zusammenarbeit mit der Regisseurin Sharon Mohar das Gebiet zwischen Musik und  Theater. Dazu entstand die Compagnie L'air du jeu und produzierte 2010 eine Kindershow mit dem Titel Il était une fois un gribouille. Im selben Jahr gründete Avishai mit dem Schlagzeuger Bertrand Noël ein Duo und spielte die CD Lost Boys (Cristal Records) ein.
2012 zog Avishai in das Département Yonne. Zudem schloss er sich dem Quintett des Bassisten Omer Avital an, mit dem er zwei Alben (New Song und Abutbul Music) veröffentlichte. Bald darauf gründete er seine Band Modern Times mit dem Bassisten Yoni Zelnik und dem Schlagzeuger Donald Kontomanou (Sohn der Sängerin Elisabeth Kontomanou). 2015 erschien das erste Album von Modern Times mit dem Titel Trio. 2016 folgte Parade im Trio mit César Poirier (Saxophon, Klarinette) und Inor Sotolongo (Schlagzeug). Beide Alben wurden auf dem französischen Label Jazz&People veröffentlicht und von der Kritik in Frankreich herausgestellt. Daneben arbeitete er mit Christophe Panzani, Sandro Zerafa, Joel Hierrezuelo und Michael Olivera.
International bekannt wurde er als Pianist im Quartett des Trompeters Avishai Cohen, mit dem er tourte und bis 2022 fünf Alben bei ECM Records veröffentlichte, darunter das 2019 im Auditorio Stelio Molo in Lugano mit Avishai Cohen entstandene Duoalbum Playing the Room. Dort erschien 2019 auch das dritte Album Joys and Solitudes seines Trios Modern Times, das gute Kritiken auch in Deutschland erhielt; es setze „auf poetische Qualitäten mit eindringlichen Überraschungsmomenten.“ Eigentlich spiele das Trio „keinen Jazz, sondern Kammermusik auf höchstem Niveau.“